# Linthe
Linthe là một đô thị thuộc huyện Potsdam-Mittelmark, bang Brandenburg, Đức.

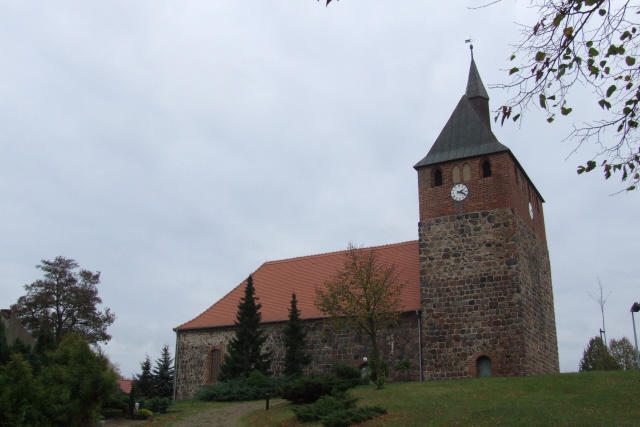

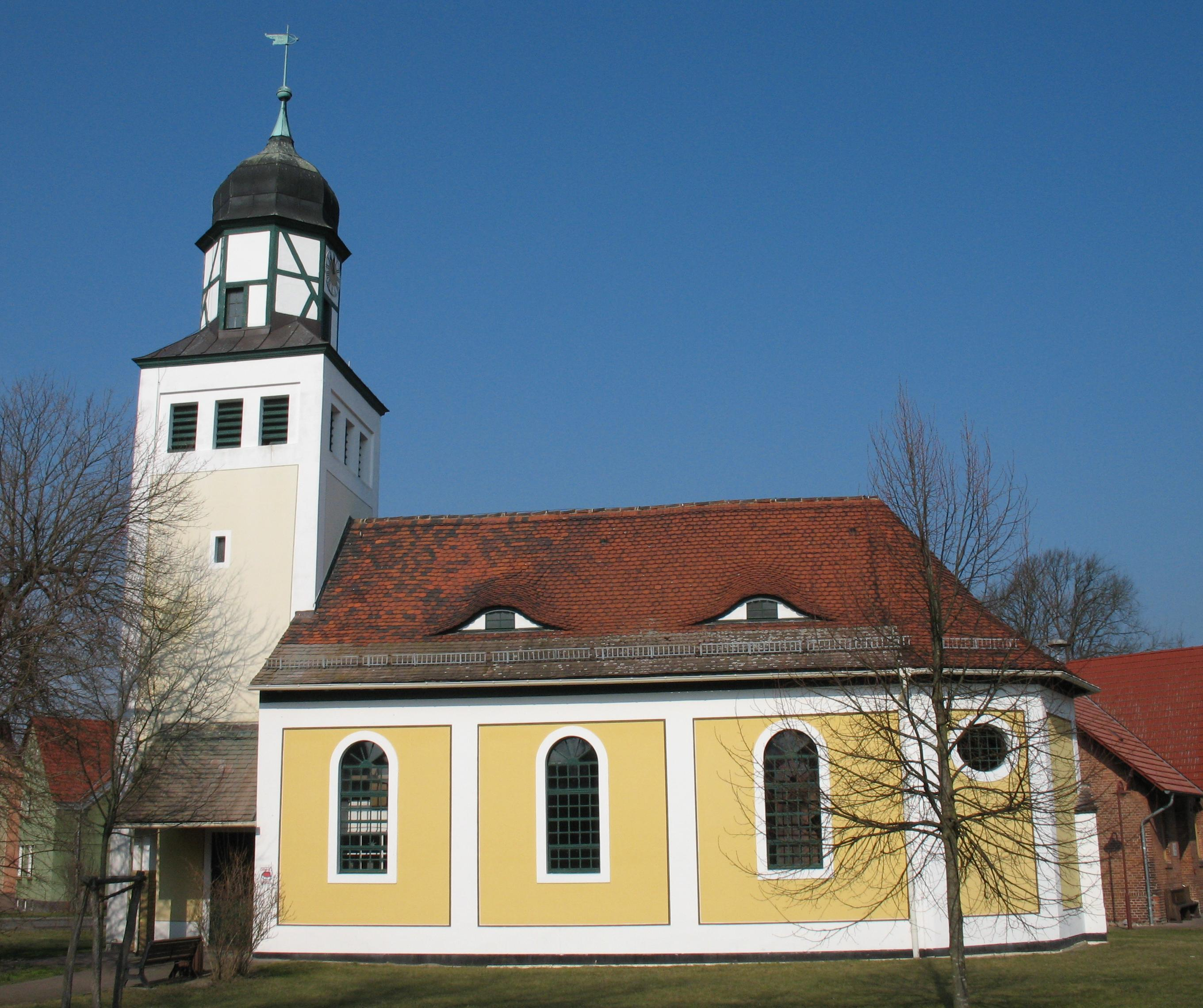
Nhà thờ

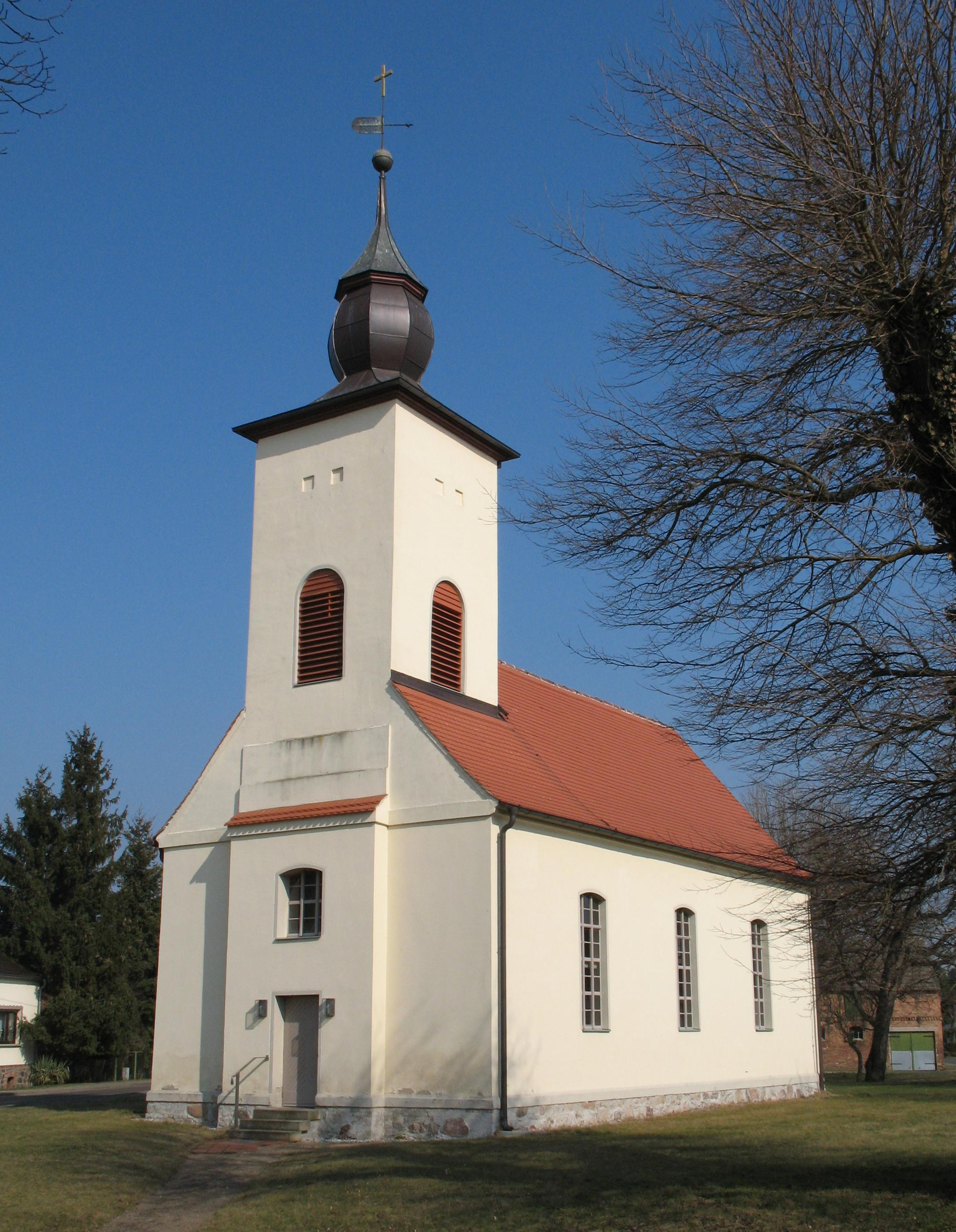
Nhà thờ